# Pitomacsa
Pitomacsa (horvátul: Pitomača) falu és község Horvátországban Verőce-Drávamente megyében.

## Fekvése
Verőcétől légvonalban 17, közúton 20 km-re északnyugatra, Nyugat-Szlavóniában, a Dráva és a Bilo-hegység között fekszik. A megye legészaknyugatibb községe. Területének legnagyobb részét a Drávamenti-síkság alkotja, de a déli részen a Bilo-hegység előterében már erősen dombos. Átszeli a Varasdot Eszékkel és Vukovárral összekötő 2-es számú főút. Éghajlata kontinentális.

## A község települései
Közigazgatásilag Dinjevac, Grabrovnica, Kladare, Križnica, Mala Črešnjevica, Otrovanec, Pitomacsa, Sedlarica, Stari Gradac, Starogradački Marof, Turnašica és Velika Črešnjevica települések tartoznak hozzá.

## Története
A régészeti leletek (két kőbalta, cseréptöredékek, fegyverek és ékszerek) tanúsága szerint az ember már az őskor óta jelen van ezen a vidéken. A római korban itt halad át a „via magna”, melynek maradványai helyenként még ma is láthatók. A leletek alapján arra lehet következtetni, hogy a mai Otrovanec területén római település volt. A pitomacsai Dravska utcában a 3. századból származó nagy római pénzlelet került elő, a Vladimir Nazor utcában pedig 1. századi római aranyleletet találtak. Egy régészeti próbaásatás során Pitomacsáról délre Otrovanec határában a „Črljena Klisa” lelőhelyen a máig vitatott bjelobrdoi kultúra 10. – 12. századi leleteit találták meg. Az itteni középkori települést Pitomacsa és Otrovanec elődjének tekintik. A leletek alapján az itt fekvő középkori települést Kopačevaccal azonosítják, melyet 1501-ben említenek a plébániák között és amelynek templomát Szent Ilona tiszteletére szentelték. A falut és templomát a török pusztította el a 16. század első felében. A templomot a török kiűzése után Otrovanec lakói 1700 körül újjáépítették, a falu azonban már nem települt újra. Az 1746. évi egyházi vizitációt végző kanonok leírja, hogy a templom 1737-ben egy villámcsapás következtében kiégett. Ezután az otrovaneciek már saját falujukban építették fel Szent Ilona templomukat.
Pitomacsa első írásos említése még a bukovaci uradalomhoz tartozó birtokként 1535-ben történt „Pythomezy” alakban egy fakszimile dokumentumban. Feltételezhetően a 15. és 16. században egy templommal nem rendelkező kis falu volt, amely vagy a kopačevaci Szent Ilona, vagy a gereczi (ma Stari Gradac) Péter Pál plébániához tartozott. Nevét az általánosan elfogadott magyarázat szerint szelíd (pitom) fekvésű hasznosan megművelhető földjeiről kapta. A környező településekhez hasonlóan 1540 körül pusztította el a török. Miután 1684-ben Verőcét felszabadították a török uralom alól feltehetően Pitomacsát is újraalapították, bár erről írásos dokumentum nem maradt fenn. Új lakossága Kapronca, Kőrös, Szentgyörgyvár vidékéről, valamint Szlavónia, Magyarország és Ausztria, a török megszállástól felszabadított területeiről érkezett. Az új falu a mai Strossmayer utca környékén, az ún. „Donji kraj” településrészen alakult ki. Már 1709-ben felépítették Szent Vid tiszteletére szentelt templomukat, mely 1710-ben már saját plébánia székhelye volt. 1758-ban a szentgyörgyvári határőrezred alapításakor Pitomacsa az ezred hatodik századának székhelye lett. Ekkor 12 település tartozott hozzá: Velika és Mala Črešnjevica, Sesvete Podravske, Suha Katalena, Kloštar Podravski, Kozarevac, Sedlarica, Grabrovnica, Otrovanec, Dinjevac, Kladare és Pitomacsa. Minden településen katonai őrállás volt a megfelelő személyzettel ellátva. A mai Tvin-Gaj faüzem területén volt a magtár.
Az első katonai felmérés térképén „Dorf Pitomacha” néven találjuk. Lipszky János 1808-ban Budán kiadott repertóriumában „Pittomacha” néven szerepel. Nagy Lajos 1829-ben kiadott művében „Pittomacha” néven 297 házzal, 1898 katolikus és 21 ortodox vallású lakossal találjuk. Pitomacsa ezt követően fokozatosan mezővárossá fejlődött, de a fejlődést alaposan visszafogták a katonai előírások és megszorítások. 1871-ben megszüntették a katonai közigazgatást. Az ezt követő első időszakban még a szegénység volt jellemző a településre, de nemsokára gazdagabb és rátermettebb lakosság települt be. Ennek következtében megindult a gazdasági fejlődés is. Különösen a kereskedelem és a kézművesség fejlődött, de a betelepülők, akik között sok magyar, zsidó, német és horvát is volt sok újdonsággal és kulturális hatásokkal is színesítették a társadalmi életet. A legnagyobb hatást a helyi gazdaságra a két leggazdagabb család a Götz és a Brenner családok gyakorolták. Főként nekik köszönhető, hogy az 1890 és 1910 közötti időszak a valódi gazdasági felvirágzás korszaka volt. A 20. század első éveiben a település vasútállomást is kapott.
A településnek 1857-ben még 2525, 1910-ben már 4936 lakosa volt. 1910-ben a népszámlálás adatai szerint lakosságának 96%-a horvát anyanyelvű volt. Az I. világháború után 1918-ban az új szerb-horvát-szlovén állam, majd később (1929-ben) Jugoszlávia része lett. Ez a gazdasági hanyatlás időszaka volt. A lakosság egy része eltávozott, az érkező háborús menekültek az ún. zöld káderek pedig felprédálták a gazdagabb lakosok tulajdonát. A II. világháború idején a lakosság sokat szenvedett mind az usztasák, mind a partizánok által elkövetett üldöztetéstől és elhurcolástól. 1941 és 1945 között a németbarát Független Horvát Államhoz tartozott, usztasa egységek állomásoztak benne, melyeket gyakran támadtak a partizánok. Emiatt súlyos anyagi károk is érték a települést. A háború után a település a szocialista Jugoszláviához tartozott. Az új közigazgatási felosztásban előbb a szentgyörgyvári, majd 1955-től a verőcei járáshoz tartozott. 1962-ben Szentgyörgyvár nagyközség része lett. Sok szegénytől vették el a földjét és sokan távoztak, hogy Nyugat-Európában munkát vállaljanak. A település 1985-ben ünnepelte alapításának 300. évfordulóját. 1991-ben lakosságának 96%-a horvát nemzetiségű volt. A délszláv háború idején sok helyi lakos harcolt és adta életét a horvát függetlenségért. Az ő tiszteletükre a Tomiszláv király téren emlékművet emeltek. A település 1993-tól újra Verőce-Drávamente megye része. 2011-ben a községnek 10.465, a településnek 5.646 lakosa volt.

## Lakossága
| Lakosság változása | Lakosság változása | Lakosság változása | Lakosság változása | Lakosság változása | Lakosság változása | Lakosság változása | Lakosság változása | Lakosság változása | Lakosság változása | Lakosság változása | Lakosság változása | Lakosság változása | Lakosság változása | Lakosság változása | Lakosság változása |
| ------------------ | ------------------ | ------------------ | ------------------ | ------------------ | ------------------ | ------------------ | ------------------ | ------------------ | ------------------ | ------------------ | ------------------ | ------------------ | ------------------ | ------------------ | ------------------ |
| 1857               | 1869               | 1880               | 1890               | 1900               | 1910               | 1921               | 1931               | 1948               | 1953               | 1961               | 1971               | 1981               | 1991               | 2001               | 2011               |
| 2.525              | 2.834              | 3.049              | 4.069              | 4.469              | 4.936              | 4.883              | 5.327              | 5.810              | 6.114              | 6.135              | 5.814              | 5.857              | 5.942              | 5.712              | 5.646              |

## Nevezetességei
Szent Vid tiszteletére szentelt római katolikus plébániatemploma. A település első fakápolnája 1706 és 1710 között épült. Ez a kápolna a mai plébánia épületével szemben állt és temető volt körülötte. A falu akkor még a kloštar podravskai plébániához tartozott. A pitomacsai plébániát a helyi hívek kérésére Esterházy Imre zágrábi püspök alapította 1710-ben, első plébánosa Đuro Mužinić volt. A település fejlődésével azonban a hívek száma is egyre inkább növekedett és kinőtte a régi kápolnát. Az új plébániatemplomot 1782 és 1783 között építették a főutca mellé. Egyhajós barokk épület, melynek szentélye félköríves apszisban végződik. A hajóhoz középen a nyugati és a keleti oldalon is félköríves apszis jellegű bővítményt építettek, amelybe a mellékoltárokat helyezték el. A belső tér 1891 és 1903 között Josip Kovačić plébános idejében került kialakításra. Ő készíttette 1897-ben Runggaldier mester tiroli műhelyében a főoltárt. A főoltár Szent Vid képét Ivan Bauer festőművész, a zágrábi művészeti egyetem professzora festette. Két oldalán Szent Péter és Pál apostolok szobrai álltak, míg az oromzaton a Szentháromság képe, ugyancsak Bauer alkotása állt. A főoltáron kívül még négy mellékoltár állt a templomban. A templom belsejét a neves horvát festőművész Oton Iveković festette ki 1902-ben. A barokk homlokzatot pilaszterek tagolták.
1968. november 23-án hajnalban elektromos zárlat következtében tűz ütött ki a templomban. A tűz az orgona mellett keletkezett és gyorsan átterjedt a padlásra, a tetőre és a toronyra. Mire a tüzet a szomszédok észlelték már késő volt, égett a teljes berendezés is. Reggelre az egész templom kiégett. Mindössze a sekrestye, a felette kialakított kis kórus és a hittanos szoba maradt épen. Franjo Kuharić zágrábi érsek, valamint számos hazai és külföldi adományozó anyagi támogatásával rögtön megkezdődött az újjáépítés és 1970. június 15-én Szent Vid ünnepén már felszentelhették a teljesen felújított templomot. A szertartást maga Kuharić érsek vezette. A szentély elülső részén a diadalív elé új márvány oltárt építettek, bal oldalára ugyancsak márványból készült az igehirdetéshez az ambó. A szentély előtti lépcsőt és a falakat egy méter magasságig márvánnyal burkolták. A megye támogatásával 2003-ban készült el az elpusztult régi mintájára az új barokk főoltár. A diadalív alatt kialakított fülkékbe Szent Anna és Szent József szobrait helyezték el. A hajó keleti apszisába a régi Szent Valentin oltár helyére márvány keresztelőmedencét helyeztek el, fölé tették a leégett oltár megmaradt szobrait. A hajó nyugati apszisába helyezték el a Szűz Mária oltárt. A keresztút bronz domborműveit 1970-ben vásárolták Olaszországban. A torony új kupoláját a martinska vesi Mato Juračak ácsmester építette 1971-ben. Végül 1975-ben az épületet kívülről is megújították.
A településen több régészeti lelőhely is található: A Dravska utca 75. számú ház telkén nagy római éremlelet került elő, míg a 201. és 211. számú házak között 14. – 16. századi középkori leleteket találtak. Ugyancsak 14. – 16. századi középkori leletek bukkantak fel a Strossmayerova utca 25. és 33. között. A Vladimir Nazor utcában található „Molvica-Gredičke” lelőhely római kori aranyleletéről nevezetes. Történelem előtti leletek kerültek elő a település határából a „Lasci“ és „Šodrana” lelőhelyekről.

## Gazdaság
Pitomacsa a 18. század eleje óta e vidék gazdasági központja, melynek fejlődését kiváló természetföldrajzi elhelyezkedése is elősegítette. Pitomacsa a 19. század közepe óta a Drávamente egyik fontos kereskedelmi és ipari központja. Ezt főként módos betelepülő családjainak köszönheti, melyek közül gazdaságára a legnagyobb hatást a két leggazdagabb család a Götz és a Brenner családok gyakorolták. Főként nekik köszönhető, hogy az 1890 és 1910 közötti időszak a település valóságos gazdasági felvirágzásának korszaka volt. Gazdasági vezető szerepét a mai napig megőrizte. Hagyományos gazdasági húzóágazatai a kereskedelem, a feldolgozóipar, az építőipar és a mezőgazdaság. 1990 előtt a település vezető vállalkozásai a Borik, GAJ és Duhanprodukt cégek voltak, akik sok lakost foglalkoztattak nemcsak Pitomcsáról, hanem a környező településekről is.

## Kultúra
A település kulturális életének egyik fő szervezője a KUD Pitomačanka Pitomača kulturális és művészeti egyesület, amelyet 1985-ben alapítottak. Az első időben csak női egyesületként működött, később megalakult a tamburazenekar, majd az ifjúsági és a gyermekcsoport is. Ma már színjátszóköre is működik. Az egyesület taglétszáma mintegy 40 fő. Az országos rendezvényeken kívül felléptek már Bulgáriában, Romániában, Magyarországon, az Egyesült Államokban és Kanadában is.
Évente megrendezésre kerül a „Pjesme Podravine i Podravlja Pitomača” dalfesztivál, melyet 1993-ban rendeztek meg először a „Tamburaško sijelo” rendezvény keretében, először még „Podravino moja mila” néven. Már az első alkalommal 10 művészeti együttes lépett fel, főként Varasd, Kapronca, Zágráb, Verőce és Pitomacsa környékéről. A helyi dalfesztiváloknak nagy hagyományai vannak itt, hiszen már 1926-ban megalakult a „Sloga” horvát néptánc és népdalegyesület benne férfi és női tamburazenekarral a drávamenti népdalok és néptáncok, valamint a népi hagyományok ápolására.

## Oktatás
A település elemi iskolája 1962 óta Petar Preradović költő nevét viseli, aki a községhez tartozó, innen 7 km-re fekvő Grabrovnicán született. Az iskola mai épületét 1969-ben kezdték építeni és a tornacsarnok felépítésével 1980-ban lett teljesen készen. Az épület az akkori körülmények között a legmodernebbnek számított. Azóta az egykori főbejáratot átépítették, továbbá egy 135 m2 alapterületű könyvtárat és olvasótermet alakítottak ki benne. Az iskolának alsó tagozatos területi iskolái működnek Dinjevac, Grabrovnica, Kladare, Mala Črešnjevica, Otrovanec, Sedlarica, Stari Gradac, Starogradački Marof, Turnašica és Velika Črešnjevica településeken.

## Sport
- Az NK Pitomača labdarúgóklubot 1921-ben alapították. Jelenleg a Horvát Nemzeti Liga 4. osztályának északi B csoportjában szerepel.

- A ŽRK Pitomača női kézilabdaklubot 1978-ban alapították. 2017-ben megnyerte a Horvát 2. Liga északi csoportját és feljutott az 1. Ligába, ahol 2018 nyarán a 10. helyen végzett és kiesett. Jelenleg a 2. Ligában, az északi csoportban szerepel.